# Aspens station
Aspens station este o arie protejată (arie specială de conservare — SAC, sit de importanță comunitară — SCI) din Suedia întinsă pe o suprafață de 11,7 ha, integral pe uscat.

## Localizare
Centrul sitului Aspens station este situat la coordonatele 57°45′09″N 12°14′31″E / 57.7526°N 12.242°E.

## Înființare
Situl Aspens station a fost declarat sit de importanță comunitară în ianuarie 1997 pentru a proteja 1 specie de animale. Situl a fost protejat și ca arie specială de conservare în martie 2011.

## Biodiversitate
Situată în ecoregiunea boreală, aria protejată conține 1 habitat natural: Păduri de stejar sau de stejar și carpen sub-atlantice și medio-europene de Carpinion betuli.
La baza desemnării sitului se află o specie protejată de  nevertebrate: Osmoderma eremita.